# Hermann Vöchting
Hermann Vöchting (8 de febrero de 1847, Blomberg - 24 de noviembre de 1917, Tübingen) fue un botánico alemán.
Estudió botánica en Berlín , donde fue influenciado por Alexander Braun (1805-1877), Leopold Kny (1841-1916), y Nathaniel Pringsheim (1823-1894), obteniendo su doctorado en 1873 en la Universidad de Göttingen con una tesis sobre Rhipsalideae. A partir de 1874 trabajó como profesor en la Universidad de Bonn, distinguiéndose con los estudios experimentales con morfología de la planta .
En 1878 sucedió a Wilhelm Pfeffer (1845-1920) como presidente de la botánica en la Universidad de Basilea, después de trasladarse a la Universidad de Tübingen, donde nuevamente fue el sucesor de Pfeffer (1887). En Tubinga también fue nombrado director del instituto botánico.
Vöchting es recordado por sus investigaciones pioneras en el campo de la fisiología de las plantas , incluidos los estudios importantes que involucran a la raíz de la planta y los brotes.

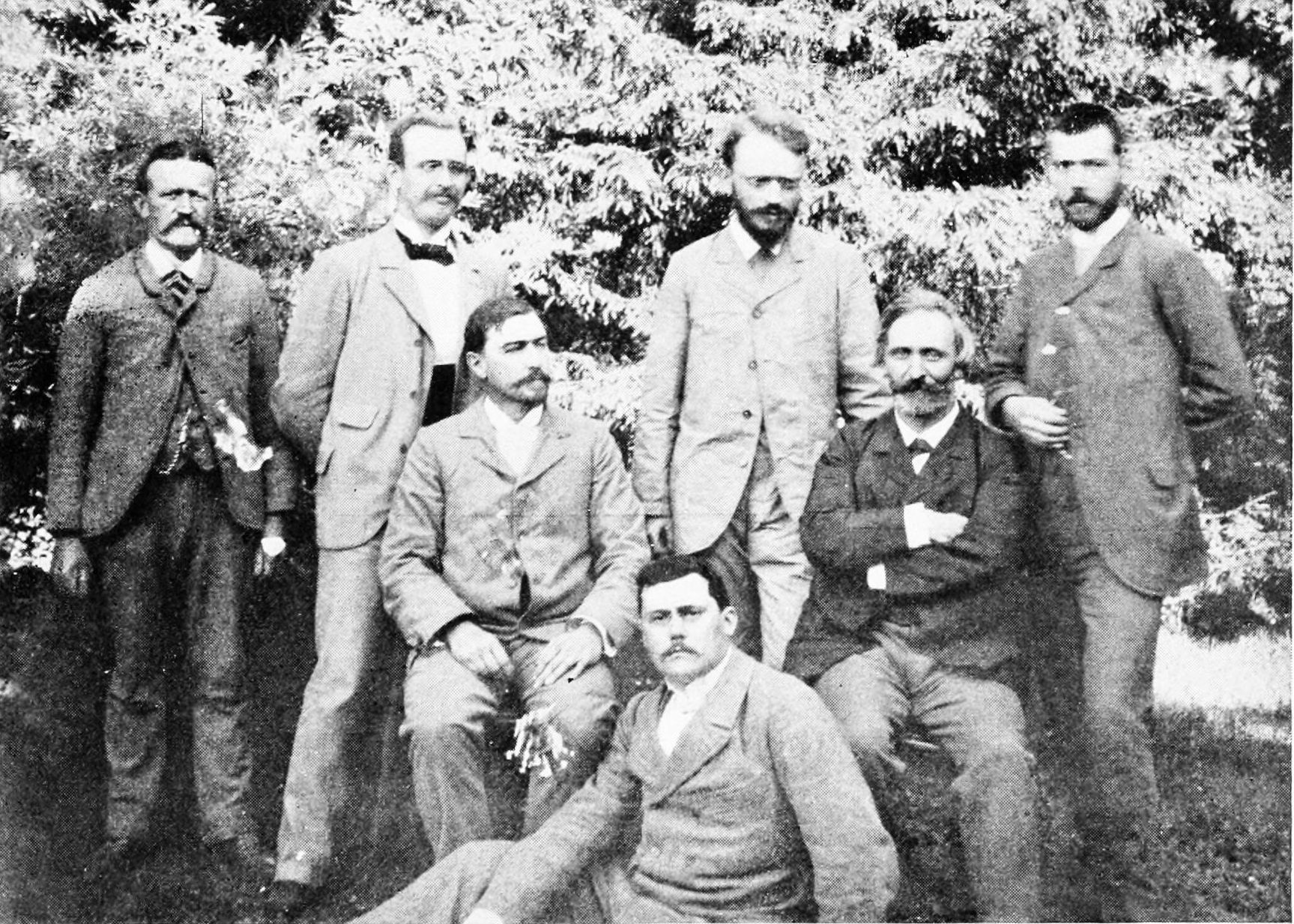
Foto de Hermann Vochting con trabajadores del jardín botánico (1896)

## Honores

### Eponimia
La "Hermann-Vöchting-Gymnasium", en Blomberg, fue nombrada en su honor.

## Escritos
- Zur Histologie und Entwickelungsgeschichte von Myriophyllum (Histología e historia del desarrollo de Myriophyllum). Ed. Blochmann, 18 pp. 1872

- Über organbildung im Pflanzenreich, physiologische untersuchungen (Sobre la formación de órganos en el reino vegetal, estudios fisiológicos, 1878

- Die Bewegungen der Blüthen und Früchte (Sobre los movimientos de flores y frutos), 1882

- Über Transplantation am Pflanzenkörper (Sobre trasplantes en el cuerpo de la planta), 162 pp. 1892

- Untersuchungen zur experimentellen Anatomie und Pathologie des Pflanzenkörpers (Estudios sobre la anatomía experimental y patológica del cuerpo de la planta 1908.[4][5]

- La abreviatura «Vöcht.» se emplea para indicar a Hermann Vöchting como autoridad en la descripción y clasificación científica de los vegetales.[6]